# Штурм Очакова
Штурм Очакова — одно из сражений во время Русско-турецкой войны 1787—1791 гг.. Штурм был предпринят русскими войсками 6 (17) декабря 1788 года после осады крепости, которая продолжалась с начала июля до начала декабря 1788 года.

## Осада
Перед войной Очаковская крепость была капитально перестроена французскими инженерами. С началом войны были возведены дополнительные земляные укрепления полевого типа. Гарнизон составлял 20 тысяч человек при 300 крепостных и 30 полевых орудий.
В начале июля 1788 года российская Екатеринославская армия, 50 тысяч человек, под командованием князя Г. А. Потёмкина подошла к Очакову и приступила к его осаде. Действия осаждающих поддерживала Черноморская эскадра контр-адмирала Пола Джонса, в составе которой действовала гребная флотилия под командованием принца Нассау-Зигена. В июне ― июле 1788 года русскому флоту удалось в результате действий под Очаковым частью уничтожить, частью оттеснить турецкий флот Гассана-паши, стоявший у берега.
27 июля (7 августа) 1788 генерал-аншеф А. В. Суворов отразил турецкую вылазку из крепости, а затем захотел пойти на штурм, — чего не желал Потёмкин, приказав отступить. Суворов получил ранение, передав командование генерал-поручику Бибикову.
План Потёмкина заключался в проведении методической осады: предполагалось заложить параллели и установить батареи, а затем, постоянно обстреливая крепость, выдвигать параллели и батареи, овладеть пригородами и заставить крепость капитулировать. Суворов описал данный план двустишием: "Я на камушке сижу, на Очаков я гляжу". Высказывался и генерал-фельдмаршал граф Румянцев-Задунайский: "Очаков ― не Троя, чтоб его десять лет осаждать".
В течение августа было установлено 14 батарей, с которых постоянно вёлся огонь по городу, в котором начались пожары. В сентябре осаждающие устроили ещё 10 батарей. К ноябрю Очаков обстреливали 317 орудий, установленных на 30 батареях. Турки периодически организовывали вылазки и мешали осадным работам. Между противниками проходили постоянные бои за овладение земляными ретраншементами.

## Штурм
В связи с приближающейся зимой Потёмкину пришлось согласиться на штурм, потому что в условиях зимней погоды пришлось бы потерять большую часть осадных войск от холода и болезней. Согласно диспозиции, составленной генерал-ашефом артиллерии И. И. Меллером, для проведения штурма было организовано шесть атакующих колонн общей численностью 14 тысяч.
В семь часов утра 6 декабря при 23-градусном морозе российские войска пошли на штурм. Колонна генерал-майора П. А. Палена прорвала турецкие укрепления между городом и замком Гассан-паши, а затем сам замок и ретраншементы. Колонна генерал-майора Волконского захватила центральные укрепления. Колонна генерал-лейтенанта князя Долгорукова прорвалась к крепостным воротам. Пятая и шестая колонны также прорвались через укрепления и вышли к бастионам крепости. Резерв шестой колонны подошёл к южной стене крепости по льду лимана, затем гренадеры под прикрытием огня орудий полезли на стену и завладели ей.
Бой в самой крепости продолжался около часа и отличался кровопролитием. Погибло много не только османских солдат, но и жителей города.

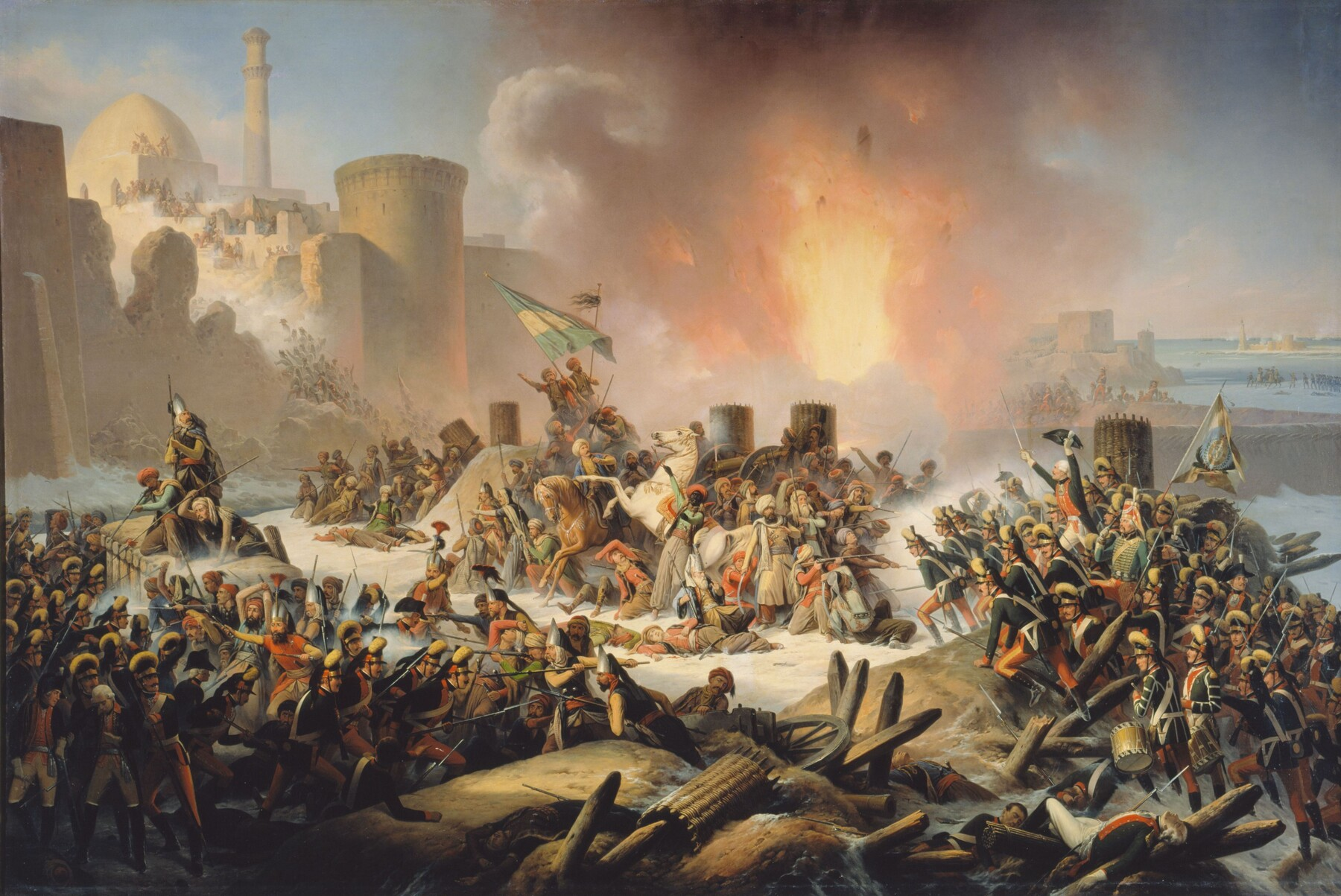
Картина Я. Суходольского Штурм Очакова

## Результаты
Контр-адмирал Пол Джонс в своём журнале «Очерки Лиманской кампании» (Narrative of the Campaign of the Liman) писал, что при взятии Очакова в один день русская армия уничтожила от восемнадцати до девятнадцати тысяч турок. Русские потеряли убитыми: 1 генерал-майор И. П. Горич-Большой, 1 бригадир, 3 штаб-офицера, 25 обер-офицеров и 936 нижних чинов, ещё около 1800 человек были ранены. Потери турок были огромны, в плен сдался трёхбунчужный паша и 4000 человек гарнизона.
Тела погибших при Очаковском штурме русских офицеров по распоряжению князя Потёмкина-Таврического были перевезены в Херсон и погребены в ограде церкви Св. Великомученицы Екатерины. В 1791 году в этой же церкви был погребён князь Потёмкин. Военный некрополь героев Очакова существует по настоящее время.
По Ясскому мирному договору 1791 года крепость отошла России.

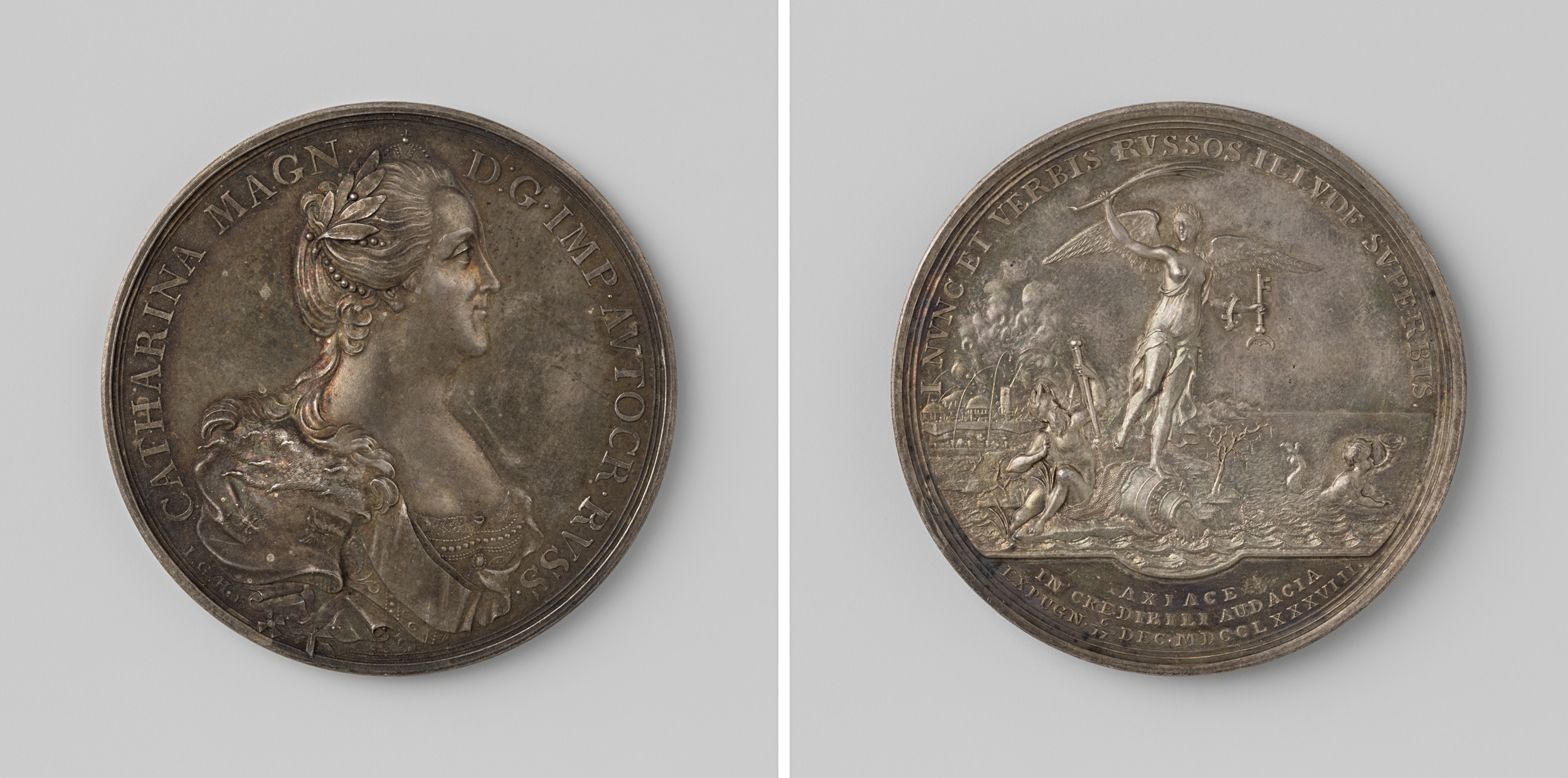
Серебряная медаль, отчеканенная а Амстердаме в честь взятия Очакова.